# Oligia infima
Oligia infima är en fjärilsart som beskrevs av François Louis Nompar de Caumont de Laporte 1973. Oligia infima ingår i släktet Oligia och familjen nattflyn. Inga underarter finns listade i Catalogue of Life.